# 해외문화홍보원

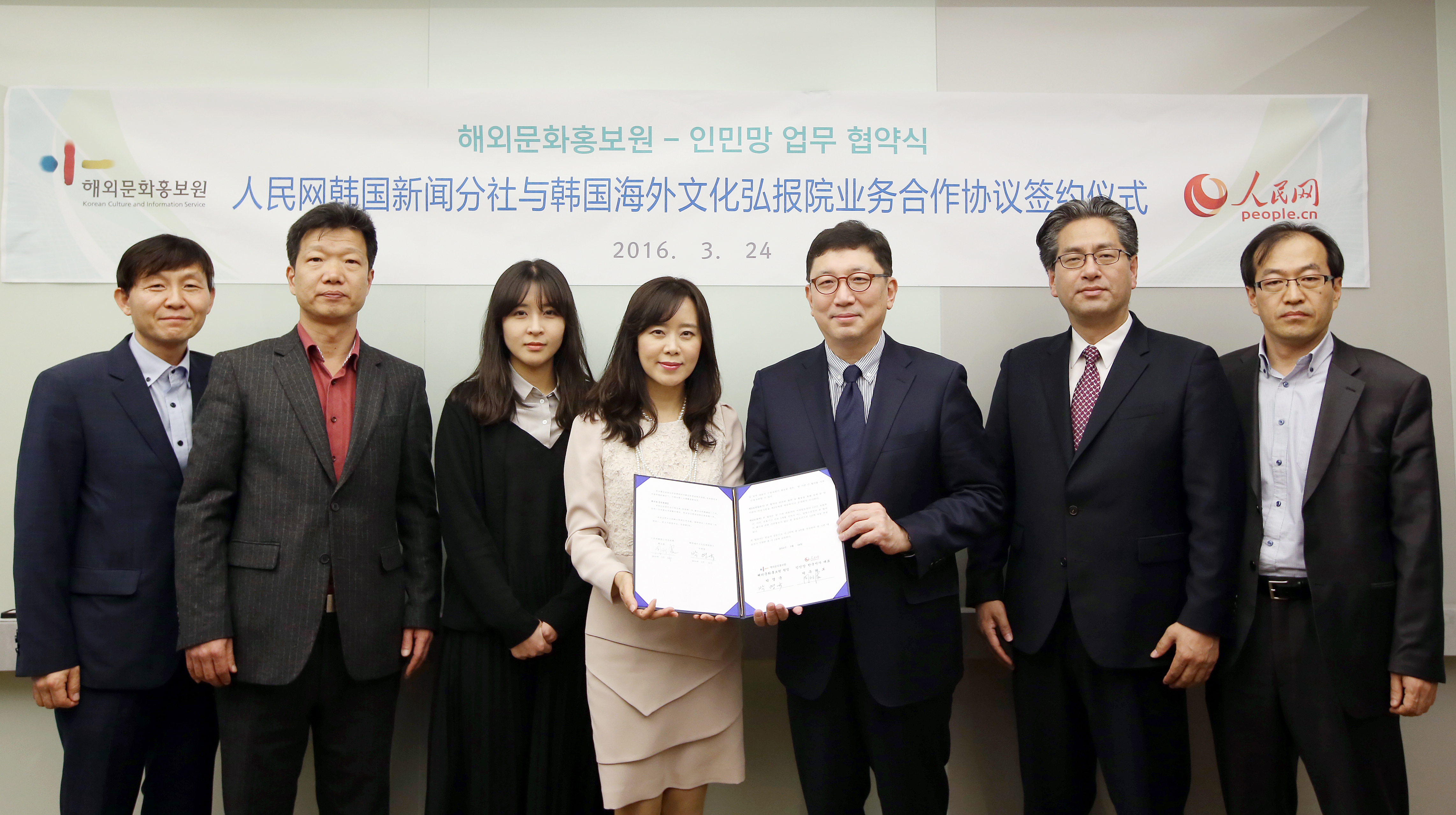

해외문화홍보원(海外文化弘報院, 영어: Korean Culture and Information Service, 약칭: KOCIS)은 한국문화의 해외 홍보, 해외 문화홍보 정책, 재외공관의 문화예술 활동 지원, 재외공관에 두는 문화원의 운영에 대한 지원·협의, 해외언론 협력 및 국가이미지 제고 등 해외홍보 전반에 관한 사무를 관장하는 대한민국 문화체육관광부의 소속기관이다. 2008년 2월 29일 발족하였으며, 세종특별자치시 갈매로 408에 위치하고 있다. 원장은 고위공무원단 가등급에 속하는 일반직공무원으로 보한다.

## 연혁
- 1971년 12월: 문화공보부 소속으로 해외공보관 설치.
- 1990년 1월: 공보처 소속으로 변경.
- 1998년 2월: 문화관광부 소속 해외문화홍보원으로 개편.
- 1999년 5월: 국정홍보처 소속 해외홍보원으로 개편.
- 2008년 2월: 문화체육관광부 소속 해외문화홍보원으로 개편.
- 2010년 7월: 일부 업무를 본부 국제문화과로 이관.
- 2012년 2월: 국제교류업무에 관한 업무를 본부로 이관.
- 2013년 9월: 재외문화원 세부사업 지원 및 평가업무를 본부로부터 이관받음.
- 2015년 1월: 재외문화원 관련 업무 해외문화홍보원으로 일원화.

## 조직

### 원장
해외문화홍보기획관실
- 기획운영과[2]
- 해외문화홍보사업과[2]
- 해외문화홍보콘텐츠과[3][4]
- 외신협력과[3]

## 한국바로알림서비스
한국바로알림서비스(FACTS ABOUT KOREA)는 문화체육관광부 해외문화홍보원이 한국과 관련한 잘못된 정보를 효율적으로 바로잡기 위해 운영하는 서비스이다. 해외 오류 신고를 접수·처리하고 그 정보를 체계적으로 관리한다.

### 소관 사무(해외 오류정보)
- 객관적 사실과 다른 내용의 오류
- 사실을 의도적으로 왜곡하는 내용의 오류
- 국가 이미지에 부정적 영향을 미치는 오류

## 같이 보기
- 한국문화원(KCC)
- 세종학당재단
- 한국학교
- 한국국제교류재단(코리아 파운데이션, KF)
- 대한민국 문화체육관광부
- 대한민국예술원
- 국립국악원